# Список птахів Іспанії
Це перелік видів птахів, зафіксованих на території Іспанії. До нього включені птахи, зафіксовані на території материкової Іспанії, Балеарських і Канарських островів та невеликих анклавів на узбережжі Північної Африки. За даними Sociedad Española de Ornitología (SEO/BirdLife) і Avibase, станом на 2021 рік авіфауна Іспанії нараховує загалом 661 вид. 24 види з них були інтродуковані людьми, ще 6 видів, імовірно, також були інтродуковані. 3 види не спостерігалися з 1950-го року. 8 видів є ендеміками іспанських островів, з них 1 вимер.

## Позначки
Наступні теги використані для виділення деяких категорій птахів.
- (А) Випадковий — вид, який рідко або випадково трапляється в Іспанії
- (А) Випадковий на певній території — вид, який регулярно трапляється на материковій частині Іспанії, однак рідко на Канарських островах або в анклавах Північної Африки
- (Е) Ендемічий — вид, який є ендеміком Іспанії
- (Ex) Локально вимерлий — вид, який більше не трапляється в Іспанії, хоча його популяції існують в інших місцях
- (I) Інтродукований — вид, завезений до Іспанії як наслідок, прямих чи непрямих людських дій
- (B) Категорія B — вид, який не спостерігався в Іспанії з 1950-го року
- (D) Категорія D — вид, щодо природної появи якого в Іспанії існують обгрунтовані сумніви
- (I/D) Категорія D — вид, що був інтродукований до іспанії, однак деякі представники якого могли потрапити до Іспанії природним чином

Додаткові примітки, такі як (лише на Канарських островах), вказують на те, що вид був зафіксований виключно в ції місцевості. Види без приміток такого типу були зафіксовані принаймні на материковій частині Іспанії.

## Гусеподібні(Anseriformes)
Родина: Качкові (Anatidae)
- Свистач білоголовий, Dendrocygna viduata (A) (D)
- Свистач рудий, Dendrocygna bicolor (A) (D)
- Гуска гірська, Anser indicus (I)
- Гуска біла, Anser caerulescens (A)
- Гуска сіра, Anser anser (A)
- Гуска білолоба, Anser albifrons (A — Канарські острови)
- Гуска мала, Anser erythropus (A)
- Гуменник великий, Anser fabalis (A)
- Anser serrirostris (A)
- Гуменник короткодзьобий, Anser brachyrhynchus (A — Канарські острови)
- Казарка чорна, Branta bernicla (A — Канарські острови)
- Казарка білощока, Branta leucopsis (A)
- Казарка мала, Branta hutchinsii (A) (D)
- Казарка канадська (Barnacla canadiense grande), Branta canadensis (I)
- Казарка червоновола (Barnacla cuellirroja), Branta ruficollis (A)
- Лебідь-шипун, Cygnus olor
- Лебідь чорний, Cygnus atratus (I)
- Лебідь чорнодзьобий (Cisne chico), Cygnus columbianus (A)
- Лебідь-кликун, Cygnus cygnus (A)
- Каргарка нільська, Alopochen aegyptiaca (I)
- Огар рудий, Tadorna ferruginea (A — Канарські острови)
- Галагаз звичайний, Tadorna tadorna
- Качка мускусна, Cairina moschata (I) (лише на Канарських островах)
- Каролінка, Aix sponsa (A) (D)
- Мандаринка, Aix galericulata (I) (лише на Канарських островах)
- Чирянка-квоктун, Sibirionetta formosa (A)
- Чирянка велика, Spatula querquedula
- Чирянка блакитнокрила, Spatula discors (A)
- Чирянка руда, Spatula cyanoptera (A) (D)
- Широконіска північна, Spatula clypeata
- Нерозень, Mareca strepera
- Качка далекосхідна, Mareca falcata (A)
- Свищ євразійський,  Mareca penelope
- Свищ американський, Mareca americana (A)
- Крижень звичайний, Anas platyrhynchos
- Крижень американський, Anas rubripes (A)
- Шилохвіст північний, Anas acuta
- Чирянка мала, Anas crecca
- Чирянка вузькодзьоба, Marmaronetta angustirostris
- Чернь червонодзьоба, Netta rufina
- Попелюх звичайний, Aythya ferina
- Чернь канадська, Aythya collaris (A)
- Чернь білоока, Aythya nyroca (A — Канарські острови)
- Чернь чубата, Aythya fuligula
- Чернь морська, Aythya marila (A — Канарські острови)
- Чернь американська, Aythya affinis (A)
- Пухівка горбатодзьоба, Somateria spectabilis (A)
- Пухівка зеленошия, Somateria mollissima
- Турпан білолобий, Melanitta perspicillata (A)
- Турпан білокрилий, Melanitta fusca
- Турпан горбатодзьобий, Melanitta deglandi (A)
- Турпан азійський, Melanitta stejnegeri (A)
- Синьга, Melanitta nigra (A — Канарські острови)
- Синьга американська, Melanitta americana (A)
- Морянка, Clangula hyemalis' (A — Канарські острови)
- Гоголь малий, Bucephala albeola (A)
- Гоголь зеленоголовий, Bucephala clangula (A)
- Гоголь ісландський, Bucephala islandica (A)
- Крех малий, Mergellus albellus (A)
- Крех жовтоокий, Lophodytes cucullatus (A)
- Крех великий, Mergus merganser (A)
- Крех середній, Mergus serrator (A — Канарські острови)
- Савка американська, Oxyura jamaicensis (I)
- Савка білоголова, Oxyura leucocephala

## Куроподібні(Galliformes)
Родина: Фазанові (Phasianidae)
- Орябок лісовий, Tetrastes bonasia (Ex)
- Куріпка біла, Lagopus lagopus (A)
- Куріпка тундрова, Lagopus muta
- Глушець білодзьобий, Tetraus urogallus
- Куріпка сіра, Perdix perdix
- Фазан звичайний, Phasianus colchicus (I)
- Турач туркменський, Francolinus francolinus (Ex)
- Перепілка звичайна, Coturnix coturnix
- Кеклик берберійський, Alectoris barbara (I)
- Кеклик червононогий, Alectoris rufa

## Фламінгоподібні(Phoenicopteriformes)
Родина: Фламінгові (Phoenicopteridae)
- Фламінго рожевий, Phoenicopterus roseus
- Фламінго малий, Phoenicopterus minor (A)

## Пірникозоподібні(Podicipediformes)
Родина: Пірникозові (Podicipedidae)
- Пірникоза мала, Tachybaptus ruficollis (A — Канарські острови)
- Пірникоза рябодзьоба, Podilymbus podiceps (A)
- Пірникоза червоношия, Podiceps auritus
- Пірникоза сірощока, Podiceps grisegena (A)
- Пірникоза велика, Podiceps cristatus
- Пірникоза чорношия, Podiceps nigricollis

## Голубоподібні(Columbiformes)
Родина: Голубові (Columbidae)
- Голуб сизий, Columba livia (I)
- Голуб-синяк, Columba oenas
- Припутень, Columba palumbus
- Columba bollii(інші мови) (E — Канарські острови)
- Columba junoniae(інші мови) (E — Канарські острови)
- Горлиця звичайна, Streptopelia turtur
- Горлиця велика, Streptopelia orientalis (A)
- Горлиця садова, Streptopelia decaocto
- Streptopelia roseogrisea(інші мови) (I)
- Горлиця мала, Spilopelia senegalensis (A)
- Горлиця капська, Oena capensis (A) (D)
- Зенаїда північна, Zenaida macroura (A) (D)

## Рябкоподібні(Pterocliformes)
Родина: Рябкові (Pteroclidae)
- Саджа звичайна, Syrrhaptes paradoxus (A)
- Рябок білочеревий, Pterocles alchata
- Рябок сенегальський, Pterocles senegallus (A)
- Рябок чорночеревий, Pterocles orientalis

## Дрохвоподібні(Otidiformes)
Родина: Дрохвові (Otididae)
- Дрохва євразійська, Otis tarda
- Джек, Chlamydotis undulata (лише на Канарських островах)
- Хохітва, Tetrax tetrax

## Зозулеподібні(Cuculiformes)
Родина: Зозулеві (Cuculidae)
- Зозуля чубата, Clamator glandarius
- Кукліло північний, Coccyzus americanus (A)
- Зозуля звичайна, Cuculus canorus

## Дрімлюгоподібні(Caprimulgiformes)
Родина: Дрімлюгові (Caprimulgidae)
- Анаперо віргінський, Chordeiles minor (A)
- Дрімлюга іспанський, Caprimulgus ruficollis
- Дрімлюга звичайний, Caprimulgus europaeus
- Дрімлюга буланий, Caprimulgus aegyptius (A) (лише на Канарських островах)

## Серпокрильцеподібні(Apodiformes)
Родина: Серпокрильцеві (Apodidae)
- Голкохвіст східний, Chaetura pelagica (A)
- Колючохвіст білогорлий, Hirundapus caudacutus (A)
- Серпокрилець білочеревий, Apus melba
- Серпокрилець чорний, Apus apus
- Серпокрилець канарський, Apus unicolor
- Серпокрилець блідий, Apus pallidus
- Серпокрилець сибірський, Apus pacificus (A)
- Серпокрилець малий, Apus affinis (A — Канарські острови)
- Серпокрилець білогузий, Apus caffer (A — Канарські острови)

## Журавлеподібні(Gruiformes)
Родина: Пастушкові (Rallidae)
- Пастушок водяний, Rallus aquaticus
- Деркач лучний, Crex crex (A)
- Деркач африканський, Crex egregia (A)
- Погонич каролінський, Porzana carolina (A)
- Погонич звичайний, Porzana porzana
- Курочка мала, Paragallinula angulata (A)
- Курочка водяна, Gallinula chloropus
- Лиска звичайна, Fulica atra
- Лиска африканська, Fulica cristata
- Лиска американська, Fulica americana (A)
- Султанка африканська, Porphyrio alleni (A)
- Porphyrio martinicus (A)
- Султанка пурпурова, Porphyrio porphyrio
- Султанка зеленоспинна, Porphyrio madagascariensis (A)
- Погонич буроголовий, Aenigmatolimnas marginalis (A)
- Погонич малий, Zapornia parva (A — Канарські острови)
- Погонич-крихітка, Zapornia pusilla (A — Канарські острови і африканські анклави)

Родина: Журавлеві (Gruidae)
- Журавель степовий, Virgo anthropoids (A)
- Журавель канадський, Antigone canadensis (A)
- Журавель сірий, Grus grus (A — Канарські острови)

## Сивкоподібні(Charadriiformes)
Родина: Сніжницеві (Chionididae)
- Сніжниця жовтодзьоба, Chionis albus (A)

Родина: Лежневі (Burhinidae)
- Лежень степовий, Burhinus oedicnemus

Родина: Pluvianidae
- Бігунець єгипетський, Pluvianus aegyptius (A)

Родина: Чоботарові (Recurvirostridae)
- Кулик-довгоніг чорнокрилий, Himantopus himantopus
- Чоботар синьоногий, Recurvirostra avosetta

Родина: Куликосорокові (Haematopodidae)
- Кулик-сорока євразійський, Haematopus ostralegus
- Кулик-сорока американський, Haematopus palliatus (A)
- Кулик-сорока канарський, Haematopus meadewaldoi (E — Канарські острови) ()

Родина: Сивкові (Charadriidae)
- Сивка морська, Pluvialis squatarola
- Сивка звичайна, Pluvialis apricaria
- Сивка американська, Pluvialis dominica (A)
- Сивка бурокрила, Pluvialis fulva (A)
- Чайка чубата, Vanellus vanellus
- Чайка степова, Vanellus gregarius (A)
- Чайка білохвоста, Vanellus leucurus (A)
- Пісочник монгольський, Charadrius mongolus (A)
- Пісочник товстодзьобий, Charadrius leschenaultii (A)
- Пісочник-пастух, Charadrius pecuarius (A)
- Пісочник морський, Charadrius alexandrinus
- Пісочник великий, Charadrius hiaticula
- Пісочник канадський, Charadrius semipalmatus (A)
- Пісочник малий, Charadrius dubius
- Пісочник крикливий, Charadrius vociferus (A)
- Хрустан євразійський, Charadrius morinellus

Родина: Баранцеві (Scolopacidae)
- Бартрамія, Bartramia longicauda (A)
- Кульон середній, Numenius phaeopus
- Кульон тонкодзьобий, Numenius tenuirostris (A)
- Кульон великий, Numenius arquata
- Грицик малий, Limosa lapponica
- Грицик великий, Limosa limosa
- Грицик канадський, Limosa haemastica (A)
- Крем'яшник звичайний, Arenaria interpres
- Побережник великий, Calidris tenuirostris (A)
- Побережник ісландський, Calidris canutus
- Брижач, Calidris pugnax
- Побережник болотяний, Calidris falcinellus (A)
- Побережник гострохвостий, Calidris acuminata (A)
- Побережник довгоногий, Calidris himantopus (A)
- Побережник червоногрудий, Calidris ferruginea
- Побережник білохвостий, Calidris temminckii (A — Канарські острови)
- Побережник рудоголовий, Calidris ruficollis (A)
- Побережник білий, Calidris alba
- Побережник чорногрудий, Calidris alpina
- Побережник морський, Calidris maritima (A — Канарські острови)
- Побережник канадський, Calidris bairdii (A)
- Побережник малий, Calidris minuta
- Побережник-крихітка, Calidris minutilla (A)
- Побережник білогрудий, Calidris fuscicollis (A)
- Жовтоволик, Calidris subruficollis (A — Канарські острови)
- Побережник арктичний, Calidris melanotos
- Побережник тундровий, Calidris pusilla (A)
- Побережник аляскинський, Calidris mauri (A)
- Неголь короткодзьобий, Limnodromus griseus (A)
- Неголь довгодзьобий, Limnodromus scolopaceus (A)
- Баранець малий, Lymnocryptes minimus
- Слуква лісова, Scolopax rusticola
- Баранець великий, Gallinago media (A)
- Баранець звичайний, Gallinago gallinago
- Gallinago delicata (A) (лише на Канарських островах)
- Мородунка, Xenus cinereus (A)
- Плавунець довгодзьобий, Phalaropus tricolor (A)
- Плавунець круглодзьобий, Phalaropus lobatus (A — Канарські острови)
- Плавунець плоскодзьобий, Phalaropus fulicarius
- Набережник палеарктичний, Actitis hypoleucos
- Набережник плямистий, Actitis macularius (A)
- Коловодник лісовий, Tringa ochropus
- Коловодник малий, Tringa solitaria (A)
- Коловодник чорний, Tringa erythropus
- Коловодник строкатий, Tringa melanoleuca (A)
- Коловодник великий, Tringa nebularia
- Коловодник жовтоногий, Tringa flavipes (A)
- Коловодник ставковий, Tringa stagnatilis (A — Канарські острови)
- Коловодник болотяний, Tringa glareola
- Коловодник звичайний, Tringa totanus

Родина: Триперсткові (Turnicidae)
- Триперстка африканська, Turnix sylvaticus (A)

Родина: Дерихвостові (Glareolidae)
- Бігунець пустельний, Cursorius cursor
- Дерихвіст лучний, Glareola pratincola
- Дерихвіст степовий, Glareola nordmanni (A)

Родина: Поморникові (Stercorariidae)
- Поморник великий, Stercorarius skua
- Поморник антарктичний, Stercorarius maccormicki (A)
- Поморник середній, Stercorarius pomarinus
- Поморник короткохвостий, Stercorarius parasiticus
- Поморник довгохвостий, Stercorarius longicaudus (A)

Родина: Алькові (Alcidae)
- Люрик, Alle alle (A)
- Кайра тонкодзьоба, Uria aalge
- Гагарка мала, Alca torda
- Чистун арктичний, Cepphus grylle (A)
- Іпатка атлантична, Fratercula arctica

Родина: Мартинові (Laridae)
- Мартин трипалий, Rissa tridactyla
- Мартин вилохвостий, Xema sabini (A)
- Мартин тонкодзьобий, Chroicocephalus genei
- Мартин канадський, Chroicocephalus philadelphia (A)
- Мартин сіроголовий, Chroicocephalus cirrocephalus (A)
- Мартин звичайний, Chroicocephalus ridibundus
- Мартин малий, Hydrocoloeus minutus
- Мартин рожевий, Rhodostethia rosea (A)
- Leucophaeus atricilla (A)
- Мартин ставковий, Leucophaeus pipixcan (A)
- Мартин середземноморський, Ichthyaetus melanocephalus
- Мартин каспійський, Ichthyaetus ichthyaetus (A)
- Мартин сіроногий, Ichthyaetus audouinii
- Мартин сизий, Larus canus
- Мартин делаверський, Larus delawarensis
- Мартин сріблястий, Larus argentatus
- Larus michahellis
- Мартин жовтоногий, Larus cachinnans (A)
- Мартин гренландський, Larus glaucoides (A — Канарські острови і африканські анклави)
- Мартин чорнокрилий, Larus fuscus
- Мартин берингійський, Larus glaucescens (A) (лише на Канарських островах)
- Мартин полярний, Larus hyperboreus (A — Канарські острови і африканські анклави)
- Мартин морський, Larus marinus
- Мартин домініканський, Larus dominicanus (A)
- Крячок строкатий, Onychoprion fuscatus (A)
- Крячок бурокрилий, Onychoprion anaethetus (A)
- Крячок малий, Sternula albifrons
- Крячок карибський, Sternula antillarum (A — Канарські острови)
- Крячок чорнодзьобий, Gelochelidon nilotica
- Крячок каспійський, Hydroprogne caspia  (A — Канарські острови)
- Крячок чорний, Chlidonias niger
- Крячок білокрилий, Chlidonias leucopterus (A — Канарські острови)
- Крячок білощокий, Chlidonias hybrida
- Крячок рожевий, Sterna dougallii
- Крячок річковий, Sterna hirundo
- Крячок полярний, Sterna paradisaea (A)
- Крячок неоарктичний, Sterna forsteri (A)
- Sterna represses (A)
- Крячок рябодзьобий, Thalasseus sandvicensis
- Крячок каліфорнійський, Thalasseus elegans (A)
- Крячок бенгальський, Thalasseus bengalensis (A — Канарські острови)
- Крячок африканський, Thalasseus albididorsalis (A)

## Фаетоноподібні(Phaethontiformes)
Родина: Фаетонові (Phaethontidae)
- Фаетон червонодзьобий, Phaethon aethereus (A)

## Гагароподібні(Gaviiformes)
Родина: Гагарові (Gaviidae)
- Гагара червоношия, Gavia stellata
- Гагара чорношия, Gavia arctica (A — Канарські острови)
- Гагара білошия (Colimbo del Pacífico), Gavia pacifica (A)
- Гагара полярна, Gavia immer (A — Канарські острови і африканські анклави)

## Буревісникоподібні(Procellariiformes)
Родина: Альбатросові (Diomedeidae)
- Альбатрос смугастодзьобий, Thalassarche chlororhynchos (A)
- Альбатрос чорнобровий, Thalassarche melanophrys (A)

Родина: Океанникові (Oceanitidae)
- Океанник Вільсона, Oceanites oceanicus
- Океанник білобровий, Pelagodroma marina (A)
- Фрегета чорночерева, Fregetta tropica (A) (лише на Канарських островах)

Родина: Качуркові (Hydrobatidae)
- Качурка морська, Hydrobates pelagicus
- Качурка північна, Hydrobates leucorhous
- Качурка вилохвоста, Hydrobates monorhis (A)
- Качурка мадерійська, Oceanodroma castro (A)

Родина: Буревісникові (Procellariidae)
- Буревісник кочівний, Fulmarus glacialis (A — Канарські острови)
- Пінтадо, Daption capense (A)
- Тайфунник довгокрилий, Pterodroma macroptera (A)
- Тайфунник мадерійський, Pterodroma madeira (A)
- Тайфунник азорський, Pterodroma feae (A)
- Тайфунник кубинський, Pterodroma hasitata (A)
- Бульверія тонкодзьоба, Bulweria bulwerii (A)
- Calonectris diomedea
- Буревісник кабо-вердійський, Calonectris edwardsii (A) (лише на Канарських островах)
- Буревісник великий, Ardenna gravis
- Буревісник сивий, Ardenna griseus (A — Канарські острови)
- Буревісник малий, Puffinus puffinus
- Буревісник східний, Puffinus yelkouan
- Буревісник балеарський, Puffinus mauretanicus (A — Канарські острови)
- Буревісник канарський, Puffinus baroli (A)
- Буревісник архіпелаговий, Puffinus boydi (A) (лише на Канарських островах)

## Лелекоподібні(Ciconiiformes)
Родина: Лелекові (Ciconiidae)
- Лелека чорний, Ciconia nigra
- Лелека білий, Ciconia ciconia
- Марабу африканський (Marabú africano), Leptoptilos crumenifer (A) (D)
- Лелека-тантал африканський (Tántalo africano), Mycteria ibis (A) (D)

## Сулоподібні(Suliformes)
Родина: Фрегатові (Fregatidae)
- Фрегат карибський, Fregata magnificens (A)

Родина: Сулові (Sulidae)
- Сула жовтодзьоба, Sula dactylatra (A)
- Сула білочерева, Sula leucogaster (A)
- Сула червононога, Sula sula (A)
- Сула атлантична, Morus bassanus
- Сула африканська, Morus capensis (A)

Родина: Бакланові (Phalacrocoracidae)
- Баклан африканський, Microcarbo africanus (A) (D)
- Баклан малий, Microcarbo pygmeus (A)
- Баклан великий, Phalacrocorax carbo
- Баклан чубатий, Gulosus aristotelis
- Баклан вухатий, Nannopterum auritum (A) (лише на Канарських островах)

## Пеліканоподібні(Pelecaniformes)
Родина: Пеліканові (Pelecanidae)
- Пелікан рожевий, Pelecanus onocrotalus
- Пелікан африканський, Pelecanus rufescens (A) (D)
- Пелікан кучерявий, Pelecanus crispus (A) (D)

Родина: Чаплеві (Ardeidae)
- Бугай американський, Botaurus lentiginosus (A)
- Бугай водяний, Botaurus stellaris (A — Канарські острови)
- Бугайчик звичайний, Ixobrychus minutus
- Бугайчик африканський, Ixobrychus sturmii (A) (лише на Канарських островах)
- Чапля північна, Ardea herodias (A) (лише на Канарських островах)
- Чапля сіра, Ardea cinerea
- Чапля руда, Ardea purpurea
- Чепура велика, Ardea alba (A — Канарські острови)
- Чепура мала, Egretta garzetta
- Чапля рифова, Egretta gularis (A)
- Чепура трибарвна, Egretta tricolor (A) (лише на Канарських островах)
- Чапля єгипетська, Bubulcus ibis
- Чапля жовта, Ardeola ralloides
- Чапля зелена, Butorides virescens (A) (лише на Канарських островах)
- Чапля мангрова, Butorides striata (A)
- Квак звичайний, Nycticorax nycticorax

Родина: Ібісові (Threskiornithidae)
- Коровайка бура, Plegadis falcinellus
- Ібіс священний, Threskiornis aethiopicus (I/D)
- Ібіс-лисоголов марокканський, Geronticus eremita (A)
- Косар білий, Platalea leucorodia
- Косар африканський (Espátula africana), Platalea alba (A) (D)

## Яструбоподібні(Accipitriformes)
Родина: Скопові (Pandionidae)
- Скопа, Pandion haliaetus

Родина: Яструбові (Accipitridae)
- Шуліка чорноплечий, Elanus caeruleus
- Ягнятник, Gypaetus barbatus
- Стерв'ятник, Neophron percnopterus
- Осоїд євразійський, Pernis apivorus (A — Канарські острови)
- Elanoids forficatus (A) (лише на Канарських островах)
- Гриф чорний, Aegypius monachus
- Гриф африканський, Torgos tracheliotos (A)
- Стерв'ятник бурий, Necrosyrtes monachus (A) (D)
- Gyps africanus(інші мови) (A)
- Сип плямистий, Gyps rueppelli (A)
- Сип білоголовий, Gyps fulvus
- Terathopius ecaudatus(інші мови) (A)
- Змієїд блакитноногий, Circaetus gallicus (A — Канарські острови)
- Підорлик малий, Clanga pomarina (A)
- Підорлик великий, Clanga clanga (A)
- Орел-карлик, Hieraaetus pennatus
- Орел степовий, Aquila nipalensis (A)
- Могильник іспанський, Aquila adalberti
- Могильник східний, Aquila heliaca (A)
- Беркут, Aquila chrysaetos
- Орел-карлик яструбиний, Aquila fasciata
- Лунь очеретяний, Circus aeruginosus
- Лунь польовий, Circus cyaneus
- Лунь степовий, Circus macrourus
- Лунь лучний, Circus pygargus
- Яструб малий, Accipiter nisus
- Яструб великий, Accipiter gentilis
- Шуліка рудий, Milvus milvus
- Шуліка чорний, Milvus migrans
- Орлан-білохвіст, Haliaeetus albicilla (A)
- Зимняк, Buteo lagopus (A)
- Канюк звичайний, Buteo buteo
- Канюк степовий, Buteo rufinus (A)

## Совоподібні(Strigiformes)
Родина: Сипухові (Tytonidae)
- Сипуха крапчаста, Tyto alba

Родина: Совові (Strigidae)
- Сплюшка євразійська, Otus scops (A — Канарські острови)
- Пугач палеарктичний, Bubo bubo
- Пугач пустельний, Bubo ascalaphus (A)
- Сова біла, Bubo scandiacus (A) (D) (лише на Канарських островах)
- Сова яструбина, Surnia ulula (B — Канарські острови)
- Сичик-горобець євразійський, Glaucidium passerinum (A)
- Сич хатній, Athene noctua
- Сова сіра, Strix aluco
- Сова мавританська, Strix mauritanica
- Сова вухата, Asio otus
- Сова болотяна, Asio flammeus
- Сова африканська, Asio capensis (A)
- Сич волохатий, Aegolius funereus

## Bucerotiformes
Родина: Одудові (Upupidae)
- Одуд, Upupa epops

## Сиворакшоподібні(Coraciiformes)
Родина: Рибалочкові (Alcedinidae)
- Рибалочка блакитний, Alcedo atthis (A — Канарські острови)
- Рибалочка-чубань північний, Megaceryle alcyon (A)

Родина: Бджолоїдкові (Meropidae)
- Бджолоїдка зелена, Merops persicus (A)
- Бджолоїдка звичайна, Merops apiaster

Родина: Сиворакшові (Coraciidae)
- Сиворакша євразійська, Coracias garrulus
- Сиворакша абісинська, Coracias abyssinicus (A) (лише на Канарських островах)

## Дятлоподібні(Piciformes)
Родина: Дятлові (Picidae)
- Крутиголовка звичайна, Jynx torquilla
- Дятел середній, Dendrocoptes medius
- Дятел білоспинний, Dendrocopos leucotos
- Дятел звичайний, Dendrocopos major
- Дятел малий, Dryobates minor
- Жовна атласька, Picus vaillantii (A) (Лише в Африканських анклавах)
- Жовна іберійська, Picus sharpei
- Жовна чорна, Dryocopus martius

## Соколоподібні(Falconiformes)
Родина: Соколові (Falconidae)
- Боривітер степовий, Falco naumanni (A — Канарські острови)
- Боривітер звичайний, Falco tinnunculus
- Кібчик червононогий, Falco vespertinus (A — Канарські острови)
- Кібчик амурський, Falco amurensis (A)
- Підсоколик Елеонори, Falco eleonorae
- Підсоколик малий, Falco columbarius
- Підсоколик великий, Falco subbuteo (A — Канарські острови)
- Ланер, Falco biarmicus (A)
- Балабан (Halcón sacre), Falco cherrug (A)
- Кречет, Falco rusticolus (A)
- Сапсан, Falco peregrinus (A — Канарські острови)

## Папугоподібні(Psittaciformes)
Родина: Psittaculidae
- Папуга Крамера, Psittacula krameri (I)

Родина: Папугові (Psittacidae)
- Калита сіроволий, Myiopsitta monachus (I)
- Аратинга червоноголовий, Psittacara erythrogenys (I)

## Горобцеподібні(Passeriformes)
Родина: Тиранові (Tyrannidae)
- Тиран вилохвостий, Tyrannus savana (A)

Родина: Віреонові (Vireonidae)
- Віреон червоноокий, Vireo olivaceus (A)

Родина: Вивільгові (Oriolidae)
- Вивільга звичайна, Oriolus oriolus

Родина: Гладіаторові (Malaconotidae)
- Чагра велика, Tchagra senegalus

Родина: Сорокопудові (Laniidae)
- Сорокопуд терновий, Lanius collurio
- Сорока мавританська, Pica mauritanica (A)
- Сорокопуд рудохвостий, Lanius isabellinus (A)
- Сорокопуд сибірський, Lanius cristatus (A)
- Сорокопуд довгохвостий, Lanius schach (A)
- Сорокопуд південний,  Lanius meridionalis
- Сорокопуд сірий, Lanius excubitor (A)
- Сорокопуд чорнолобий, Lanius minor
- Сорокопуд білолобий, Lanius nubicus (A)
- Сорокопуд червоноголовий, Lanius senator

Родина: Воронові (Corvidae)
- Сойка звичайна, Garrulus glandarius
- Сорока іберійська, Cyanopica cooki
- Pica mauritanica
- Сорока звичайна, Pica pica
- Горіхівка крапчаста, Nucifraga caryocatactes (A)
- Клушиця, Pyrrhocorax pyrrhocorax
- Галка альпійська, Pyrrhocorax graculus
- Галка звичайна, Corvus monedula
- Грак, Corvus frugilegus
- Ворона чорна, Corvus corone
- Ворона сіра, Corvus cornix (A)
- Крук строкатий, Corvus albus (A) (D)
- Крук пустельний, Corvus ruficollis (A)
- Крук звичайний, Corvus corax

Родина: Синицеві (Paridae)
- Синиця чорна, Periparus ater
- Синиця чубата, Lophophanes cristatus (A — Африканські анклави)
- Гаїчка болотяна, Poecile palustris
- Синиця блакитна, Cyanistes caeruleus
- Синиця канарська, Cyanistes teneriffae (A) (D)
- Синиця велика, Parus major

Родина: Ремезові (Remizidae)
- Ремез звичайний, Remiz pendulinus

Родина: Жайворонкові (Alaudidae)
- Пікір великий, Alaemon alaudipes (A) (Лише на Канарських островах і в африканських анклавах)
- Жайворонок товстодзьобий, Ramphocoris clotbey (A)
- Жайворонок вохристий, Ammomanes cinctura (A)
- Жайворонок рогатий, Eremophila alpestris (A)
- Жайворонок малий, Calandrella brachydactyla
- Жайворонок двоплямистий, Melanocorypha bimaculata (A)
- Жайворонок степовий, Melanocorypha calandra
- Жайворонок чорний, Melanocorypha yeltoniensis (A)
- Жайворонок-серподзьоб, Chersophilus duponti
- Жайворонок сірий, Alaudala rufescens
- Жайворонок лісовий, Lullula arborea
- Жайворонок білокрилий, Alauda leucoptera (A)
- Жайворонок польовий, Alauda arvensis
- Посмітюха короткопала, Galerida theklae
- Посмітюха звичайна, Galerida cristata

Родина: Panuridae
- Синиця вусата, Panurus biarmicus

Родина: Тамікові (Cisticolidae)
- Таміка віялохвоста, Cisticola juncidis

Родина: Очеретянкові (Acrocephalidae)
- Берестянка мала, Iduna caligata (A)
- Берестянка південна, Iduna rama (A)
- Берестянка бліда, Iduna pallida (A) (лише на Канарських островах)
- Берестянка західна, Iduna opaca (A — Канарські острови)
- Берестянка багатоголоса, Hippolais polyglotta
- Берестянка звичайна, Hippolais icterina (A — Канарські острови і африканські анклави)
- Очеретянка прудка, Acrocephalus paludicola (A — Канарські острови)
- Очеретянка тонкодзьоба, Acrocephalus melanopogon
- Очеретянка лучна, Acrocephalus schoenobaenus
- Очеретянка індійська, Acrocephalus agricola (A)
- Очеретянка садова, Acrocephalus dumetorum (A)
- Очеретянка чагарникова, Acrocephalus palustris (A)
- Очеретянка ставкова, Acrocephalus scirpaceus
- Очеретянка африканська, Acrocephalus baeticatus
- Очеретянка велика, Acrocephalus arundinaceus

Родина: Кобилочкові (Locustellidae)
- Кобилочка річкова, Locustella fluviatilis (A)
- Кобилочка солов'їна, Locustella luscinioides
- Кобилочка-цвіркун, Locustella naevia

Родина: Ластівкові (Hirundinidae)
- Білозорка річкова, Tachycineta bicolor (A)
- Ластівка мала, Riparia paludicola (A)
- Ластівка берегова, Riparia riparia
- Ластівка скельна, Ptyonoprogne rupestris
- Ластівка сільська, Hirundo rustica
- Ластівка даурська, Cecropis daurica
- Ясківка білолоба, Petrochelidon pyrrhonota (A — Канарські острови)
- Ластівка міська, Delichon urbicum

Родина: Бюльбюлеві (Pycnonotidae)
- Бюльбюль червоногузий, Pycnonotus jocosus (I)
- Бюльбюль темноголовий, Pycnonotus barbatus (A)

Родина: Вівчарикові (Phylloscopidae)
- Вівчарик жовтобровий, Phylloscopus sibilatrix
- Вівчарик світлочеревий, Phylloscopus bonelli
- Вівчарик золотогузий, Phylloscopus orientalis (A)
- Вівчарик лісовий, Phylloscopus inornatus (A — Африканські анклави)
- Вівчарик алтайський, Phylloscopus humei (A)
- Вівчарик золотомушковий, Phylloscopus proregulus (A)
- Вівчарик товстодзьобий, Phylloscopus schwarzi (A)
- Вівчарик бурий, Phylloscopus fuscatus (A)
- Вівчарик весняний, Phylloscopus trochilus
- Вівчарик світлокрилий, Phylloscopus sindianus (A)
- Вівчарик канарський, Phylloscopus canariensis (E — Канарські острови)
- Вівчарик-ковалик, Phylloscopus collybita
- Вівчарик іберійський, Phylloscopus ibericus
- Вівчарик жовточеревий, Phylloscopus nitidus (A)
- Вівчарик зелений, Phylloscopus trochiloides (A)
- Вівчарик амурський, Phyloscopus plumbeitarsus (A)
- Вівчарик шелюговий, Phylloscopus borealis (A)

Родина: Cettiidae
- Очеретянка середземноморська, Cettia cetti

Родина: Ополовникові (Aegithalidae)
- Синиця довгохвоста, Aegithalos caudatus

Родина: Кропив'янкові (Sylviidae)
- Кропив'янка чорноголова, Sylvia atricapilla
- Кропив'янка садова, Sylvia borin
- Кропив'янка рябогруда, Curruca nisoria (A)
- Кропив'янка прудка, Curruca curruca (A)
- Кропив'янка співоча, Curruca hortensis (A — Канарські острови)
- Кропив'янка африканська, Curruca deserti (A)
- Кропив'янка пустельна, Curruca nana (A)
- Кропив'янка алжирська, Curruca deserticola (A)
- Кропив'янка Рюпеля, Curruca ruppeli (A)
- Кропив'янка середземноморська, Curruca melanocephala
- Кропив'янка південноєвропейська, Curruca subalpina
- Кропив'янка берберійська, Curruca iberiae
- Кропив'янка червоновола, Curruca cantillans (A)
- Кропив'янка сіра, Curruca communis
- Кропив'янка піренейська, Curruca conspicillata
- Кропив'янка сардинська, Curruca sarda (A)
- Кропив'янка прованська, Curruca undata
- Кропив'янка балеарська, Curruca balearica (E — Балеарські острови)

Родина: Leiothrichidae
- Мезія жовтогорла, Leiothrix lutea (I)

Родина: Золотомушкові (Regulidae)
- Золотомушка жовточуба, Regulus regulus
- Золотомушка червоночуба, Regulus ignicapillus

Родина: Стінолазові (Tichodromidae)
- Стінолаз, Tichodroma muraria

Родина: Повзикові (Sittidae)
- Повзик звичайний, Sitta europaea

Родина: Підкоришникові (Certhiidae)
- Підкоришник звичайний, Certhia familiaris
- Підкоришник короткопалий, Certhia brachydactyla

Родина: Воловоочкові (Troglodytidae)
- Волове очко, Troglodytes troglodytes

Родина: Пронуркові (Cinclidae)
- Пронурок біловолий, Cinclus cinclus

Родина: Шпакові (Sturnidae)
- Шпак звичайний, Sturnus vulgaris
- Sturnus unicolor
- Шпак рожевий, Pastor roseus (A)

Родина: Пересмішникові (Mimidae)
- Пересмішник сірий, Dumetella carolinensis (A) (лише на Канарських островах)

Родина: Дроздові (Turdidae)
- Квічаль тайговий, Zoothera aurea (B)
- Квічаль строкатий, Zoothera dauma (A)
- Дрізд-короткодзьоб малий, Catharus minimus (A — Канарські острови)
- Дрізд-омелюх, Turdus viscivorus (A — Канарські острови)
- Дрізд співочий, Turdus philomelos
- Дрізд білобровий, Turdus iliacus
- Дрізд чорний, Turdus merula
- Дрізд мандрівний, Turdus migratorius (A)
- Дрізд вузькобровий, Turdus obscurus (A)
- Чикотень, Turdus pilaris (A — Канарські острови)
- Дрізд гірський, Turdus torquatus
- Дрізд чорноволий, Turdus atrogularis (A)
- Дрізд рудоволий, Turdus ruficollis (A)
- Дрізд темний, Turdus eunomus (A)
- Дрізд Наумана, Turdus naumanni (A)

Родина: Мухоловкові (Muscicapidae)
- Мухоловка сіра, Muscicapa striata
- Мухоловка корсико-сардинська, Muscicapa tyrrhenica
- Соловейко рудохвостий, Cercotrichas galactotes
- Вільшанка, Erithacus rubecula
- Соловейко синій, Larvivora cyane (A)
- Соловейко східний, Luscinia luscinia (A)
- Соловейко західний, Luscinia megarhynchos
- Синьошийка, Luscinia svecica (A — Канарські острови)
- Синьохвіст тайговий, Tarsiger cyanurus (A)
- Мухоловка мала, Ficedula parva (A)
- Мухоловка кавказька, Ficedula semitorquata (A)
- Мухоловка строката, Ficedula hypoleuca
- Мухоловка атласька, Ficedula speculigera (A)
- Мухоловка білошия, Ficedula albicollis (A)
- Горихвістка алжирська, Phoenicurus moussieri (A)
- Горихвістка звичайна, Phoenicurus phoenicurus
- Горихвістка чорна, Phoenicurus ochruros
- Скеляр строкатий, Monticola saxatilis
- Скеляр синій, Monticola solitarius
- Трав'янка лучна, Saxicola rubetra
- Saxicola dacotiae(інші мови) (E — Канарські острови)
- Трав'янка європейська, Saxicola rubicola
- Saxicola maurus (A)
- Saxicola stejnegeri(інші мови) (A)
- Кам'янка звичайна, Oenanthe oenanthe
- Кам'янка попеляста, Oenanthe isabellina (A)
- Кам'янка пустельна, Oenanthe deserti (A — Канарські острови)
- Кам'янка іспанська, Oenanthe hispanica
- Кам'янка строката, Oenanthe melanoleuca (A)
- Кам'янка рудогуза, Oenanthe moesta (A)
- Кам'янка білогуза, Oenanthe leucura
- Oenanthe leucopyga(інші мови) (A) (лише на Канарських островах))
- Oenanthe lugens(інші мови) (A)

Родина: Омелюхові (Bombycillidae)
- Омелюх звичайний, Bombycilla garrulus (A)

Родина: Ткачикові (Ploceidae)
- Ткачик чорноголовий, Ploceus melanocephalus (I)
- Вайдаг золотистий, Euplectes afer (I)

Родина: Астрильдові (Estrildidae)
- Мунія іржаста, Lonchura punctulata (I)
- Астрильд золотощокий, Estrilda melpoda (I)
- Астрильд смугастий, Estrilda astrild (I)
- Астрильд сірий, Estrilda troglodytes (I)
- Бенгалик червоний, Amandava amandava (I)

Родина: Тинівкові (Prunellidae)
- Тинівка альпійська, Prunella collaris
- Тинівка лісова, Prunella modularis

Родина: Горобцеві (Passeridae)
- Горобець хатній, Passer domesticus
- Горобець італійський, Passer italiae (A)
- Горобець чорногрудий, Passer hispaniolensis
- Горобець пустельний, Passer simplex (A)
- Горобець польовий, Passer montanus
- Горобець скельний, Petronia petronia
- В'юрок сніговий, Montifringilla nivalis

Родина: Плискові (Motacillidae)
- Плиска гірська, Motacilla cinerea
- Плиска жовта, Motacilla flava
- Плиска аляскинська, Motacilla tschutschensis (A)
- Плиска жовтоголова, Motacilla citreola (A — Канарські острови)
- Плиска біла, Motacilla alba (A)
- Щеврик азійський, Anthus richardi (A — Канарські острови)
- Щеврик забайкальський, Anthus godlewskii (A)
- Щеврик польовий, Anthus campestris
- Щеврик архіпелаговий, Anthus berthelotii (лише на Канарських островах)
- Щеврик лучний, Anthus pratensis
- Щеврик лісовий, Anthus trivialis
- Щеврик оливковий, Anthus hodgsoni (A)
- Щеврик сибірський, Anthus gustavi (A)
- Щеврик червоногрудий, Anthus cervinus
- Щеврик гірський, Anthus spinoletta (A — Канарські острови)
- Щеврик острівний, Anthus petrosus
- Щеврик американський, Anthus rubescens (A)

Родина: В'юркові (Fringillidae)
- Зяблик звичайний, Fringilla coelebs
- Зяблик блакитний, Fringilla teydea (E — Канарські острови)
- Fringilla polatzeki(інші мови) (E — Канарські острови)
- В'юрок, Fringilla montifringilla (A — Канарські острови)
- Костогриз звичайний, Coccothraustes coccothraustes (A — Канарські острови)
- Чечевиця євразійська, Carpodacus erythrinus (A)
- Снігур звичайний, Pyrrhula pyrrhula (A — Африканські анклави)
- Bucanetes githagineus(інші мови) (A — Африканські анклави)
- Rhodospiza obsoleta(інші мови) (A) (D)
- Зеленяк звичайний, Chloris chloris
- Чечітка гірська, Linaria flavirostris (A)
- Коноплянка, Linaria cannabina
- Чечітка звичайна, Acanthis flammea (A)
- Чечітка мала, Acanthis cabaret (A)
- Шишкар ялиновий, Loxia curvirostra (A — Канарські острови)
- Щиглик звичайний, Carduelis carduelis
- Чиж цитриновий, Carduelis citrinella (A — Африканські анклави)
- Щедрик європейський, Serinus serinus
- Канарка, Serinus canaria (лише на Канарських островах)
- Чиж лісовий, Spinus spinus

Родина: Calcariidae
- Подорожник лапландський, Calcarius lapponicus (A)
- Пуночка снігова, Plectrophenax nivalis

Родина: Вівсянкові (Emberizidae)
- Вівсянка чорноголова, Emberiza melanocephala (A)
- Вівсянка рудоголова, Emberiza bruniceps (A)
- Просянка, Emberiza calandra
- Вівсянка гірська, Emberiza cia
- Вівсянка чорновуса, Emberiza cioides (A) (D)
- Вівсянка городня, Emberiza cirlus
- Вівсянка звичайна, Emberiza citrinella (A — Африканські анклави)
- Вівсянка білоголова, Emberiza leucocephalos (A)
- Вівсянка садова, Emberiza hortulana
- Вівсянка сивоголова, Emberiza caesia (A)
- Вівсянка сахарська, Emberiza sahari (A)
- Вівсянка очеретяна, Emberiza schoeniclus (A — Канарські острови)
- Вівсянка лучна, Emberiza aureola (A)
- Вівсянка-крихітка, Emberiza pusilla (A)
- Вівсянка-ремез, Emberiza rustica (A)
- Вівсянка сибірська, Emberiza spodocephala (A)

Родина: Passerellidae
- Юнко сірий, Junco hyemalis (A)
- Бруант білогорлий, Zonotrichia albicollis (A)
- Пасовка співоча, Melospiza melodia (A)

Родина: Трупіалові (Icteridae)
- Гоглу, Dolichonyx oryzivorus (A) (лише на Канарських островах)
- Трупіал балтиморський, Icterus galbula (A)

Родина: Піснярові (Parulidae)
- Смугастоволець білобровий, Parkesia motacilla (A)
- Смугастоволець річковий, Parkesia noveboracensis (A) (лише на Канарських островах)
- Пісняр строкатий, Mniotilta varia (A) (лише на Канарських островах)
- Жовтогорлик північний, Geothlypis trichas (A)
- Пісняр горихвістковий, Setophaga ruticilla (A)
- Пісняр-лісовик білощокий, Setophaga striata (A)
- Пісняр-лісовик жовтогузий, Setophaga coronata (A)

Родина: Кардиналові (Cardinalidae)
- Кардинал-довбоніс червоноволий, Pheucticus ludovicianus || (A)